# Bystra-Sidzina
Bystra-Sidzina (do 1954 gmina Bystra) – gmina wiejska w województwie małopolskim, w powiecie suskim. W latach 1975–76 i 1992–98 gmina położona była w województwie nowosądeckim. Siedzibą urzędu gminy jest Bystra Podhalańska.

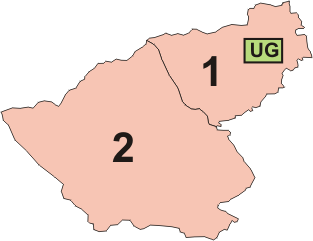
Podział gminy Bystra-Sidzina:
1. Bystra Podhalańska, 2. Sidzina

W skład gminy wchodzą 2 wsie: Bystra Podhalańska i Sidzina oraz 10 osad: Do Kamieńskiego, Górny Kardel, Jarominy, Malinowo, Migasy, Podleśna, Stasinka, Staszkowie, Wielka Polana, Zagrody.
Gmina ta do 1992 stanowiła część gminy Jordanów.
Według danych z 30 czerwca 2004 gminę zamieszkiwały 6372 osoby.

## Struktura powierzchni
Według danych z roku 2002 gmina Bystra-Sidzina ma obszar 80,43 km², w tym:
- użytki rolne: 40%
- użytki leśne: 55%

Gmina stanowi 11,73% powierzchni powiatu.

## Historia
Poprzedniczką współczesnej gminy Bystra-Sidzina była gmina Bystra (1934–1954) o innych granicach.
Współczesna gmina Bystra-Sidzina z siedzibą w Bystrej powstała 1 stycznia 1973 w powiecie suskim w woj. krakowskim w składzie 3 sołectw: Bystra, Sidzina i Toporzysko 1 czerwca 1975 roku gmina znalazła się w nowo utworzonym woj. nowosądeckim. 15 stycznia 1976 roku gmina została zniesiona, a jej obszar połączono z dotychczasową gminą Jordanów w nową gminę Jordanów.
Gminę Bystra-Sidzina reaktywowano 1 stycznia 1992 w zmienionych granicach względem tych z 1976 roku. W jej skład weszły tylko sołectwa Bystra i Sidzina, natomiast należące dawniej do gminy Bystra-Sidzina sołectwo Toporzysko pozostało w gminie Jordanów.
1 stycznia 2016 Bystrą przemianowano na Bystra Podhalańska.

## Demografia

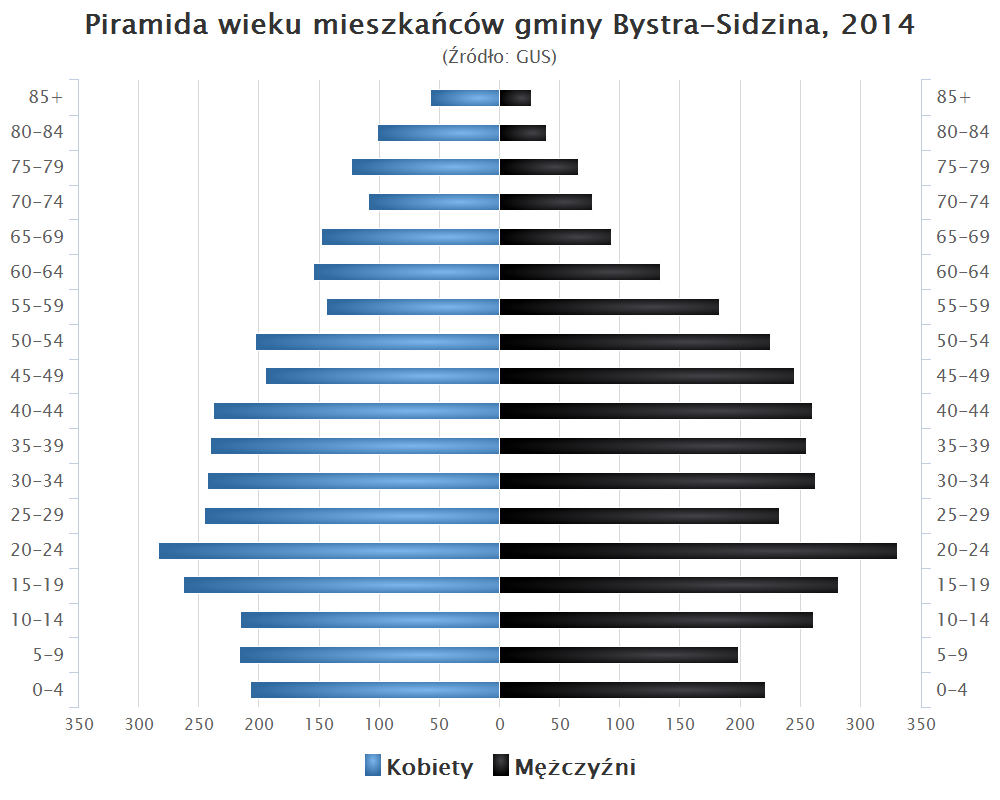
Piramida wieku mieszkańców gminy Bystra-Sidzina w 2014 roku

Dane z 31 grudnia 2019:
| Opis      | Ogółem | Ogółem | Kobiety | Kobiety | Mężczyźni | Mężczyźni |
| --------- | ------ | ------ | ------- | ------- | --------- | --------- |
| jednostka | osób   | %      | osób    | %       | osób      | %         |
| populacja | 6920   | 6920   | 3455    | 49,9    | 3465      | 50,1      |

## Sąsiednie gminy
Jordanów (miasto), Jordanów, Jabłonka, Maków Podhalański, Spytkowice, Zawoja